# Dominique Roulet
Pour les articles homonymes, voir Roulet.
Dominique Roulet est un scénariste, écrivain et réalisateur français, né le 27 mars 1949 à Neuilly-sur-Seine, et mort le 4 décembre 1999 à Poissy.

## Œuvres

### Romans
- Bruno et le mystère des égouts, ill. Jean-Louis Boutier, Éditions G. P., Bibliothèque Rouge et Or Souveraine no 350, 1977
- Tout l'été pour mourir, 1978
- Le Crime d'Antoine, 1979
- Mes jours clandestins, 1980
- Une mort en trop, 1982
- L'Œil écarlate, 1986
- Les Dossiers de l'inspecteur Lavardin, 1988
- L'Escargot noir, 1988
- Le Diable en ville, 1989

## Comme scénariste

### Au cinéma
- 1984 : Canicule d'Yves Boisset
- 1985 : Poulet au vinaigre de Claude Chabrol
- 1986 : Inspecteur Lavardin de Claude Chabrol
- 1988 : En toute innocence d'Alain Jessua
- 1988 : Noyade interdite de Pierre Granier-Deferre
- 1989 : Le Crime d'Antoine de Marc Rivière
- 1991 : La Vieille qui marchait dans la mer de Laurent Heynemann
- 1992 : Room Service de Georges Lautner
- 1992 : Vieille Canaille de Gérard Jourd'hui
- 1993 : Deux doigts de meurtre d'Eddy Matalon
- 1993 : L'Œil écarlate, qu'il réalise.

### À la télévision
- 1988 : Les Dossiers de l'inspecteur Lavardin
- 1991 : Salut les coquins
- 1993 : Caravane
- 1993 : Des héros ordinaires : Les portes du ciel, réal. Denys Granier-Deferre
- 1994 : Chasseur de loups
- 1994-2000 : Maigret (série télévisée ; huit épisodes)
- 1995 : L'Enfant en héritage
- 1996 : Chauffeur de maître
- 1997 : Aventurier malgré lui
- 1998 : Commissaire Moulin (série télévisée ; deux épisodes)
- 1998 : Qui mange qui ? de Dominique Tabuteau
- 1999-2003 : Les Cordier, juge et flic (série télévisée ; sept épisodes)
- 2001 : De toute urgence

## Comme réalisateur
- 1993 : L'Œil écarlate
- 1996 : Un homme est tombé dans la rue

## Prix
- Grand prix de littérature policière 1980 pour Le Crime d'Antoine[2]